# أولغا غونسالفيس
أولغا غونسالفيس (بالبرتغالية: Olga Teixeira Gonçalves‏) هي كاتِبة وشاعرة برتغالية، ولدت في 1929 في لواندا في أنغولا، وتوفيت في 2004 في لشبونة في البرتغال.